# NGC 4177
NGC 4177 é uma galáxia espiral (Sc) localizada na direcção da constelação de Corvus. Possui uma declinação de -14° 00' 50" e uma ascensão recta de 12 horas, 12 minutos e 41,2 segundos.
A galáxia NGC 4177 foi descoberta em 27 de Março de 1786 por William Herschel.